# Burgruine Liemberg

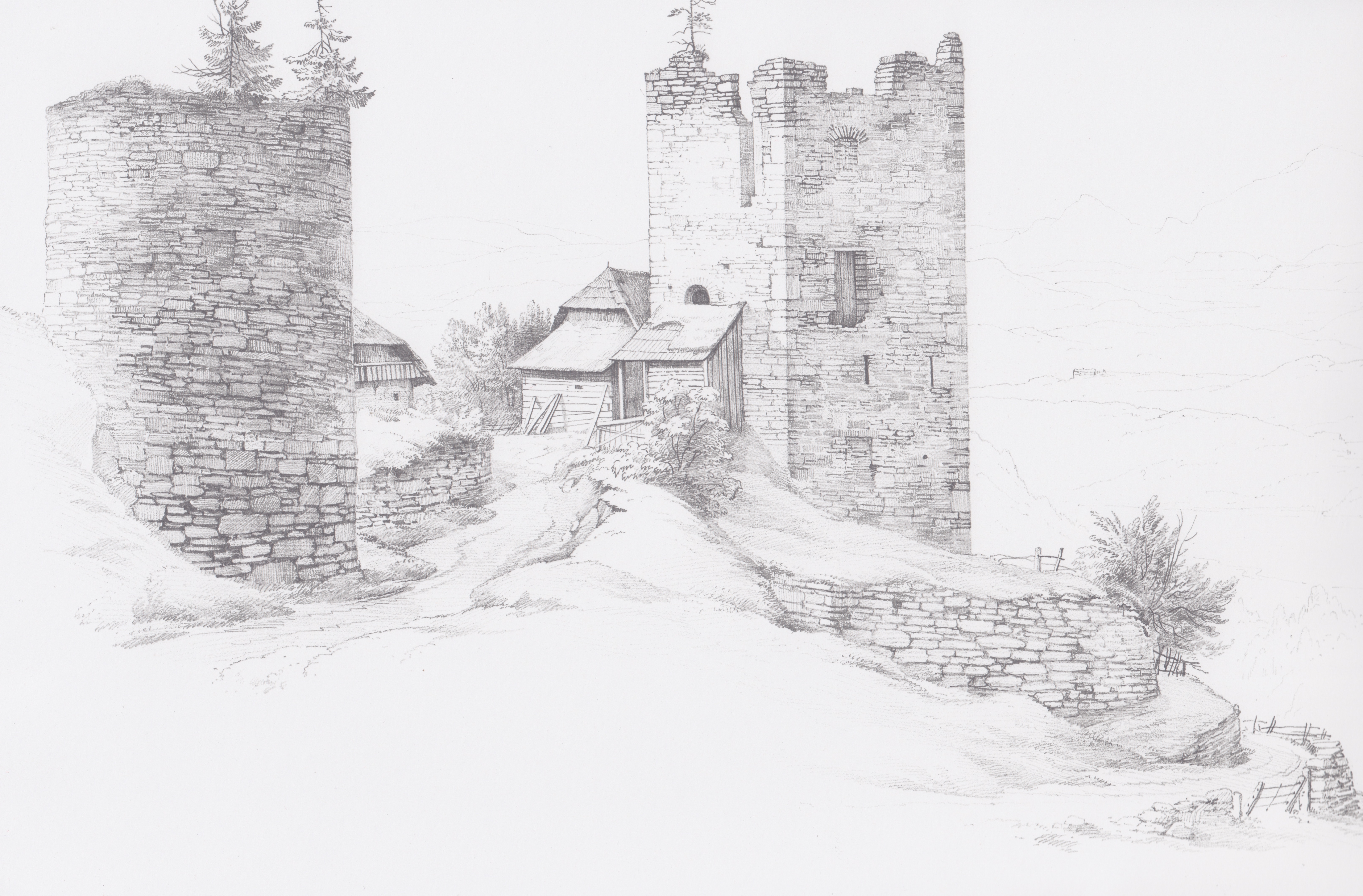
Alt-Liemberg, Zeichnung von Markus Pernhart

Die Burgruine Liemberg ist die Ruine einer Höhenburg in Kärnten westlich über dem gleichnamigen Ort in der Gemeinde Liebenfels am Steilhang des Göseberges.
Die im 12. Jahrhundert errichtete Anlage besteht hauptsächlich aus einem romanischen Vorwerk-Rundturm von etwa neun Metern Durchmesser, einem gotischen noch gut erhaltenen Bergfried und dem auch noch in jüngerer Zeit baulich veränderten Palas. Aufgrund ihrer geringen Größe wird diese eher ungewöhnliche Burganlage unterschätzt.
Das in felsigen Stufen unterhalb der Burg gebaute Vorwerk wurde als Keusche adaptiert und war bis ins 20. Jahrhundert bewohnt.

## Geschichte
Die Gegend um die Burg wurde schon in vorgeschichtlicher und römischer Zeit genutzt. Die älteste urkundliche Erwähnung von Liemberg stammt aus dem Jahr 1167 (Wolfpertus de Liebenberch). Es gibt Berichte über Schäden durch das Erdbeben von Friaul 1348. Im 16. Jahrhundert wurde die Burg als Wohnsitz aufgegeben, nachdem ihre damaligen Besitzer am Fuß des Hanges Schloss Liemberg hatten errichten lassen. Um 1688 wurde Liemberg von Valvasor als das „alte anjetzo gantz oede und verlassene Schloß nur gleich wie ein Thurn anzusehen“ bezeichnet.